# Enivaldo Quadrado
Enivaldo Quadrado (São Caetano do Sul, 15 de fevereiro de 1965), é um empresário brasileiro, dono da corretora de valores Bônus-Banval. É filho de Oswaldo Quadrado e Herminia Dinise Quadrado.
Foi condenado no escândalo do Mensalão por lavagem de dinheiro e ganhou notoriedade por ser preso em flagrante com euros na cueca no Aeroporto de Cumbica. Posteriormente preso e condenado na Operação Lava Jato pelo mesmo crime.
Em 2019 foi solto após o Supremo Tribunal Federal (STF) mudar o entendimento sobre a prisão em segunda instância.

## Envolvimento em corrupção

### Escândalo do Mensalão
Enivaldo Quadrado é um dos 39 réus do mensalão, processado por formação de quadrilha e lavagem de dinheiro. Ele foi preso no Aeroporto de Cumbica, em Guarulhos, no dia 6 de dezembro de 2008, ao chegar de Portugal com 361,445 euros (R$ 1,2 milhão de reais) escondidos na cueca, meias e bagagem. Acusado de falsidade ideológica, ele foi transferido no dia 8 da Polícia Federal em Guarulhos para o Cadeião de Pinheiros, em São Paulo.
Enivaldo Quadrado foi condenado na Ação Penal 470 (Mensalão) por lavagem de dinheiro.

### Corrupção da Petrobras
Em março de 2014, foi preso na cidade de Assis, interior de São Paulo, durante a Operação Lava Jato da Polícia Federal – e solto dias depois.
Em 6 de maio de 2016 foi denunciado pelo Ministério Público Federal (MPF) na Lava Jato, na Operação Carbono 14. Em 12 de maio de 2016, a justiça aceitou a denúncia e Enivaldo virou réu pelo crime de lavagem de dinheiro, sendo condenado em 2 de março de 2017 a cinco anos de prisão em regime fechado.